# 平野弥十郎
平野 弥十郎（ひらの やじゅうろう、1823年3月10日 - 1889年10月6日）は、江戸時代の下駄商人、幕末・明治初期の土木請負人。

## 人物
江戸の浅草の雪踏仲買商飯田家に生まれ（幼名源八郎）、質の悪い下駄を安く売って生活を支えていた。天保14年（1843年）江戸京橋の雪踏下駄商平野家の婿養子となり、2代目平野弥一（弥市）を名乗る。
27歳ごろから土木工事の請負をするようになり、31歳で請け負った薩摩藩の芝田町屋敷台場築造工事で名を上げ（品川台場、1854年）、神奈川台場工事（1858年）、築地ホテル館建築工事（1865年）、東京～横浜間鉄道工事（高輪築堤、1869年）といった日本の近代化に関わる大工事を請け負った。49歳で開拓使御用係となり、弥十郎と改称。3年で開拓使を辞め、東京田町で新聞売捌店を営んだが、1年ほど神奈川県庁に勤めたのち、56歳で札幌の開拓使工業局土木課兼営繕課に勤める。翌年キリスト教徒となり、札幌独立基督教会にも参画した。60歳から3年間、農務省北海同事業管理局札幌工業事務所技手を務め、息子の伊藤一隆が会頭として発足した札幌禁酒会の役員となり、生涯を終えた。
伊藤一隆は彼の四男であり、次女の千代は大島正健と結婚した。翻訳家・推理作家の松本恵子は孫。タレントの中川翔子は来孫に該当する。

## 平野弥十郎を扱った作品
- 梶よう子『我、鉄路を拓かん』PHP研究所、2022年、320頁。ISBN 978-4569852881。…高輪築堤の土木工事を描いた歴史小説。